# Curon Venosta
Curon Venosta es una localidad y comuna italiana de la provincia de Bolzano, región de Trentino-Alto Adigio, con 2.397 habitantes.

## Evolución demográfica

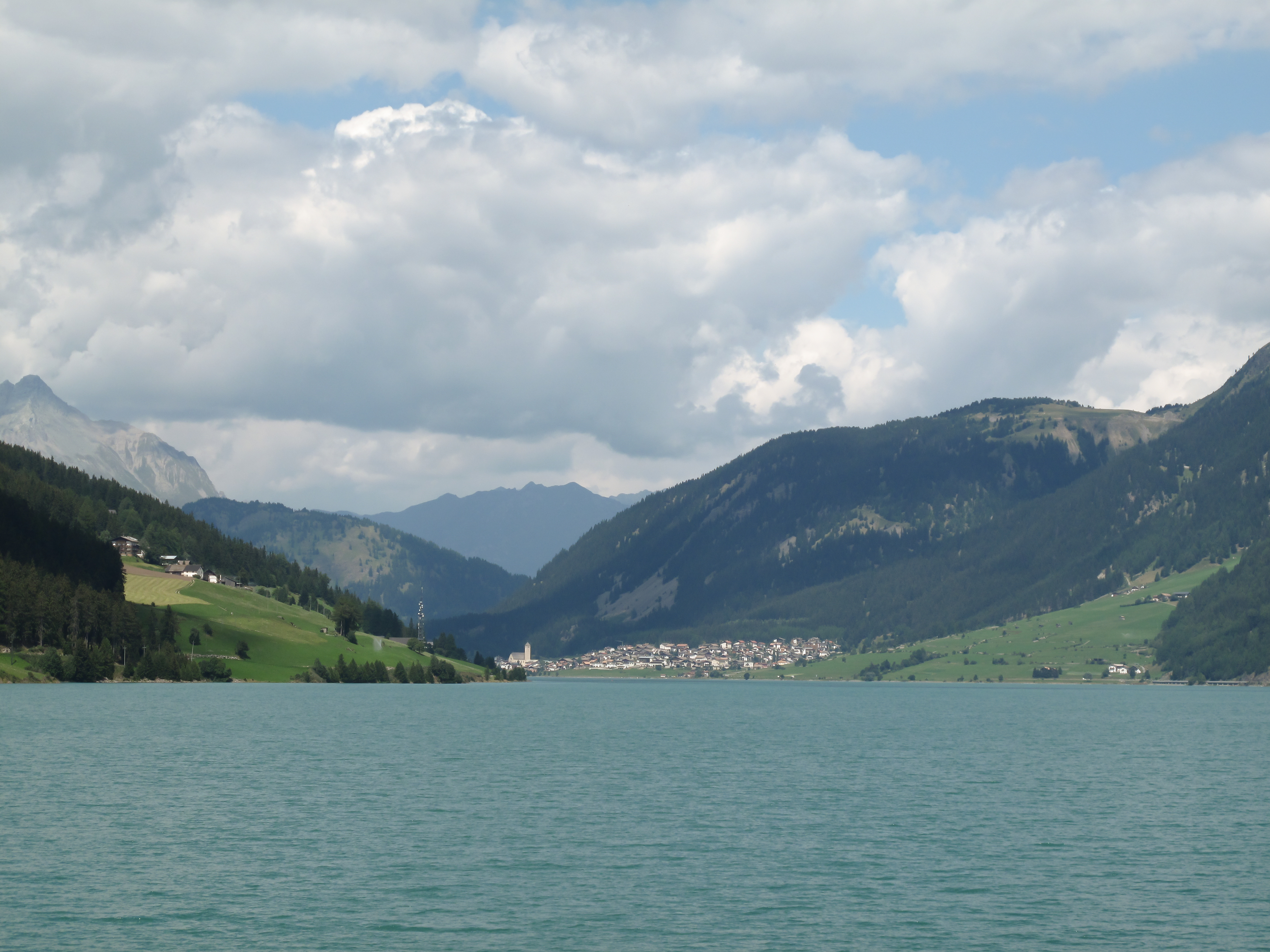
Curon Venosta, vista del pueblo

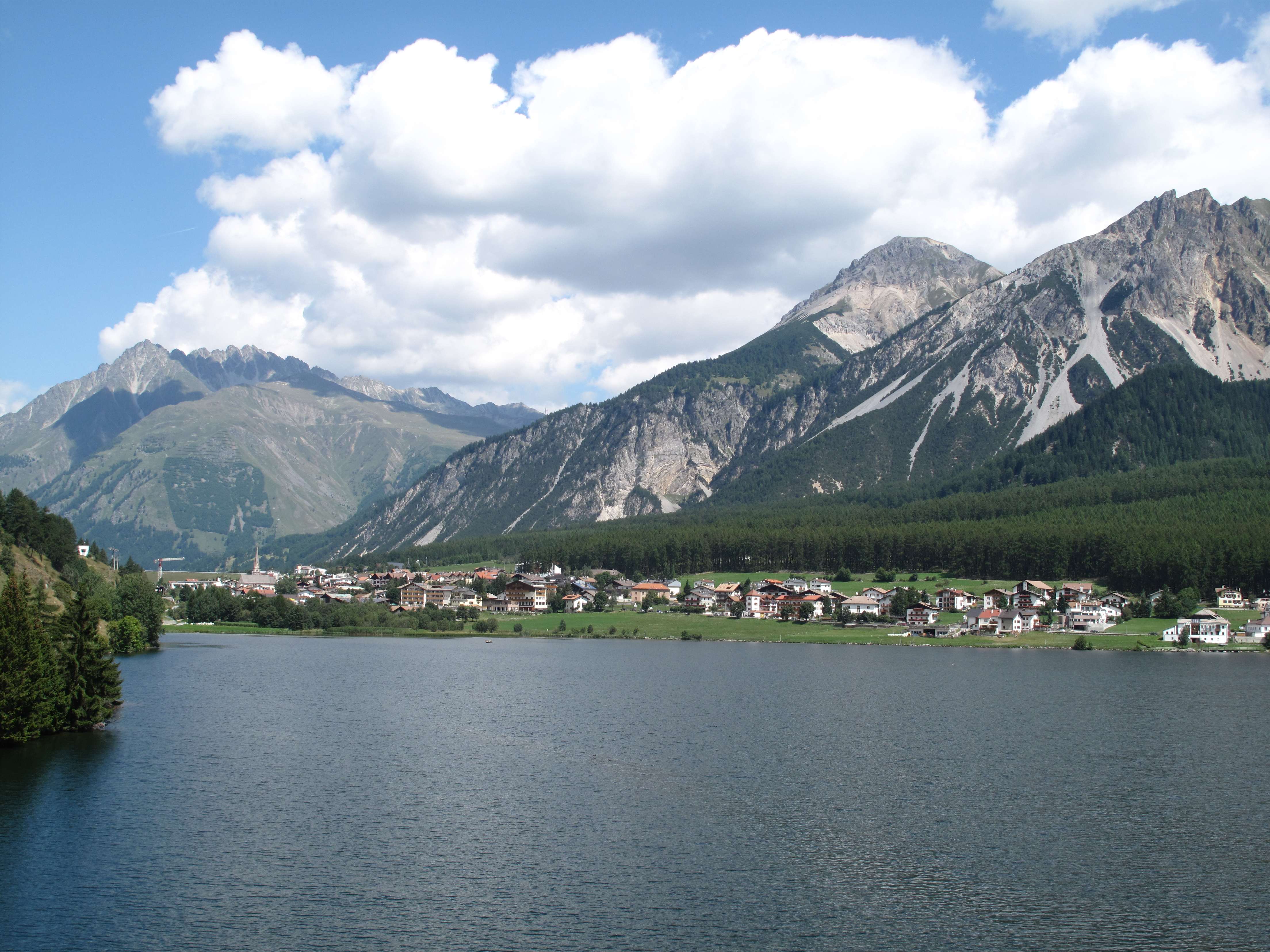
San Valentino alla Muta, vista del pueblo

| Gráfica de evolución demográfica de Curon Venosta entre 1861 y 2001 |
|                                                                     |
| Fuente ISTAT - elaboración gráfica de Wikipedia                     |